# Rostavîțea, Rujîn
Rostavîțea (în ucraineană Роставиця) este o comună în raionul Rujîn, regiunea Jîtomîr, Ucraina, formată numai din satul de reședință.

## Demografie
Componența lingvistică a comunei Rostavîțea
     Ucraineană (99,69%)
     Alte limbi (0,31%)
Conform recensământului din 2001, majoritatea populației comunei Rostavîțea era vorbitoare de ucraineană (99,69%), existând în minoritate și vorbitori de alte limbi.